# عشير حسين
عشير حسين (بالعبرية: אשר חסין) (7 يوليو 1918-27 مارس 1995) هو سياسي إسرائيلي، شغل منصب عضو في الكنيست عن حزب ماباي وخلفها بين عامي 1959 و1969.

## السيرة الذاتية
وُلِد حسين في الدار البيضاء بالمغرب، والتحق بمدرسة المعلمين وعمل كمدرس عبري، وترأس جمعية المعلمين العبريين في البلاد ونادي الدار البيضاء العبري. كما كان من بين قادة الاتحاد الصهيوني المغربي وحرَّر في صحيفة هافيف.
في عام 1948 قدِم إلى إسرائيل ضمن عليا. انضم إلى حزب ماباي، واُنتُخِب عضواً في الكنيست على قائمة الحزب في عام 1959، وأُعِيد انتخابه في عام 1961 وعام 1965، لكنه خسر مقعده في انتخابات عام 1969.
تُوفِّي حسين في عام 1995 عن عمر يناهز ال76 سنة.

## وصلات خارجية
- عشير حسين على الموقع الإلكتروني للكنيست